# Juegos Olímpicos de Milán-Cortina d'Ampezzo 2026
Los Juegos Olímpicos de Milán-Cortina d'Ampezzo 2026, oficialmente conocidos como XXV Juegos Olímpicos de Invierno, serán un evento multideportivo internacional que se llevará a cabo entre el 6 y el 22 de febrero de 2026 en las ciudades italianas de Milán y Cortina d'Ampezzo. En un inicio, se planeó que la elección de la ciudad sede tuviera lugar el 11 de septiembre de 2019, durante la 134.ª Sesión del Comité Olímpico Internacional (COI) en Milán. Sin embargo, las reglas del COI forzaron al traslado de la sesión a un lugar diferente, dado la candidatura que presentó Italia. Por lo anterior, la elección se llevó a cabo el 24 de junio en Lausana, Suiza.
Solamente dos candidaturas, Milán-Cortina d'Ampezzo (Italia) y Estocolmo-Åre (Suecia), se disputaban la sede del evento olímpico. El resto de ciudades — Sion (Suiza), Graz (Austria), Calgary (Canadá) y Sapporo (Japón)— renunciaron sucesivamente ante la falta de apoyo popular o político. Luego de la votación, los miembros del COI eligieron a la candidatura italiana como la sede de los Juegos Olímpicos.
Estos serán los cuartos Juegos Olímpicos celebrados en Italia, que anteriormente fue sede de los Juegos Olímpicos de Invierno de 2006 en Turín, los Juegos Olímpicos de Invierno de 1956 en Cortina d'Ampezzo y los Juegos Olímpicos de Verano de 1960 en Roma. Serán los primeros Juegos Olímpicos que contarán oficialmente con varias ciudades anfitrionas y serán los primeros Juegos Olímpicos de Invierno desde Sarajevo 1984, donde las ceremonias de apertura y clausura se llevarán a cabo en diferentes lugares. También se celebrarán actos en otras siete ciudades del noreste de Italia. Los juegos marcarán el 20º aniversario de los Juegos Olímpicos de Invierno en Turín, el 70º aniversario de los Juegos Olímpicos de Invierno en Cortina d'Ampezzo y la primera vez que Milán acogerá los Juegos Olímpicos. Seguirá a los Juegos Olímpicos de Verano de 2024 en París y precederá a los Juegos Olímpicos de Verano de 2028 en Los Ángeles, California.

## Antecedentes

### Proceso de selección
La Comisión Ejecutiva del Comité Olímpico Internacional (COI) se reunió el 9 de junio de 2017 en Lausana para debatir sobre el proceso de candidatura 2026. Entre el 11 y 12 de julio siguientes, durante una Sesión Extraordinaria del Comité, se aprobó un nuevo enfoque que involucraba un papel más activo del COI en asistir y respaldar a las ciudades que consideraran una candidatura para los Juegos Olímpicos de invierno de 2026. Esto con el objetivo de reducir costos y simplificar los procesos. Tales cambios incluyeron una primera fase del proceso más larga y una fase de candidatura más reducida. Por tanto, el proceso de candidatura quedó dividido en dos fases: una fase de diálogo —entre septiembre de 2017 y octubre de 2018—, en la que las ciudades interesadas se podrían relacionar con el COI y evaluar los beneficios y requisitos, aunque sin comprometerse a presentar una candidatura, y una fase de candidatura —octubre de 2018 y septiembre de 2019—, en la que las ciudades colaborarían con el COI para «incrementar las propuestas de valor de sus planes». Al final de la primera fase, en octubre de 2018, el COI seleccionó a los miembros de la Comisión Evaluadora que se encargaría de examinar las ciudades candidatas. En esa fase de diálogo participaron siete ciudades: Milán-Cortina d'Ampezzo (Italia), Erzurum (Turquía), Graz (Austria), Sapporo (Japón), Sion (Suiza), Estocolmo (Suecia) y Calgary (Canadá).
Estas últimas cuatro se unieron al proceso desde su inicio y participaron en el Programa de Observación de Pieonchang 2018. Durante ese periodo, las ciudades de Sapporo, Sion y Graz se retiraron del proceso. Luego de concluida la fase, la Comisión Ejecutiva recomendó a tres ciudades como candidatas: Milán-Cortina d'Ampezzo, Calgary y Estocolmo —por lo que Erzurum no fue invitada a pasar a la siguiente fase—, por lo que el COI oficializó sus candidaturas el 9 de octubre durante su sesión en Buenos Aires. Calgary se retiró el 19 de noviembre siguiente, luego de que el 56.4 % de los votantes en un referéndum rechazara la candidatura. El 11 de enero, ambos proyectos presentaron sus libros de candidatura, con más de cien páginas y que contenían la respuesta de 132 preguntas, examinados por la Comisión Evaluadora. En esa ocasión, la candidatura sueca se renombró como Estocolmo-Åre, para integrar más a esta última ciudad en el «concepto regional». La Comisión visitó las ciudades candidatas del 12 al 16 de marzo de 2019 —Estocolmo-Åre— y del 2 al 6 de abril —Milán-Cortina d'Ampezzo—.
El 24 de mayo siguiente se presentó su reporte final sobre ambos proyectos, en el que se afirmó que el 80 % de las instalaciones ya estaban construidas o serían temporales, además de constatarse reducciones, en comparación con los dos procesos previos, del 20 % en el presupuesto proyectado del evento y del 75 % en el costo de las candidaturas. Aunque en un inicio, el 15 de septiembre, el COI asignó a Milán la sede de la 134.ª Sesión, en la que se elegiría la ciudad organizadora de los Juegos Olímpicos. Sin embargo, la reglas de la Carta Olímpica forazaron a trasladar la reunión del COI a Lausana, Suiza. También se cambió la fecha de la Sesión, de septiembre de 2019 a junio del mismo año, para que coincidiera con la inauguración de la nueva sede del COI. La elección se llevó a cabo el 24 de junio en el Centro de Convenciones SwissTech de la ciudad suiza. El presidente del Comité Olímpico, Thomas Bach, anunció los resultados finales que dieron la victoria a la candidatura italiana con 47 votos, frente 34 de la sueca y una abstención.

### Candidatura de Milán y Cortina d'Ampezzo

#### Trabajos preliminares
En junio de 2017, el presidente del Comité Olímpico Nacional Italiano (CONI), Giovanni Malagò, propuso una candidatura de Milán —junto con Valtelina— para celebrar los Juegos Olímpicos de invierno. El plan involucraba a la ciudad italiana como sede de los deportes sobre hielo, mientras que los de nieve se llevarían a cabo en Bormio, Santa Caterina di Valfurva y Livigno. Poco después, el 10 de marzo de 2018, la alcaldesa de Turín, Chiara Appendino, confirmó que la ciudad buscaría organizar el evento deportivo con motivo del vigésimo aniversario de los Juegos Olímpicos de Turín 2006. Appendino indicó que la candidatura buscaba introducir un «modelo revolucionario» para celebrar el evento. Siete días después envió una carta al CONI en la que expresaba oficialmente su respaldo al proyecto, luego de superar divisiones entre los miembros del ayuntamiento. Una semana después, el concejo municipal aprobó iniciar un procedimiento para establecer la asociación «Torino 2026», una entidad sin fin de lucro encargada del análisis e investigación necesarios para evaluar la factibilidad de una potencial candidatura.
El 29 de marzo, dos días antes de la fecha límite para unirse a la fase de diálogo, el CONI confirmó la candidatura de Milán y Turín, además envió una carta de intención al COI. A inicios de julio, Milán, Turín y otra ciudad, Cortina d'Ampezzo, presentaron estudios de factibilidad al comité nacional para que se decidiera qué ciudad encabezaría la candidatura italiana. Inicialmente, se planeó que tal decisión se tomara el 10 de julio, pero posteriormente se postergó a agosto o septiembre. Tales estudios fueron evaluados por un Comité de Evaluación coordinado por el secretario general del CONI, Carlo Mornati. Sin embargo, el 1 de agosto, el CONI confirmó que la candidatura sería conjunta entre las tres ciudades sin que ninguna la encabezara. Posteriormente, Malagò anunció en el Senado que el gobierno no respaldaría una candidatura de las tres ciudades, dado que la propuesta de las tres ciudades colapsó ante las diferencias entre los ayuntamientos. Por ello, el proyecto se redujo a Milán y Cortina d'Ampezzo, que el 19 de septiembre recibió el respaldo del vicepresidente del Consejo de Ministros de Italia, Matteo Salvini.

#### Candidatura
La confirmación final de la candidatura la presentó el CONI el 1 de octubre de 2018 y aunque el gobierno la apoyó, no planeó una inversión económica, al menos hasta el 5 de abril de 2019, cuando se comprometió a apoyar el presupuesto del proyecto. Las regiones de Lombardía y Véneto también aseguraron que el evento se financiaría con inversión pública y privada. El 11 de enero, se presentó el libro de candidatura, en el que se explicaban múltiples aspectos del proyecto de los Juegos Olímpicos. Según el plan maestro, se consideraron catorce instalaciones para las competencias deportivas, divididas en cuatro grupos —Milano, Valtellina, Cortina y Val di Fiemme—, otras sedes, incluidas las de las ceremonias de apertura —Estadio Giuseppe Meazza— y clausura —Arena de Verona—, tres villas olímpicas, así como el Centro Internacional de Prensa. Más tarde, el 12 de abril, se entregó el expediente completo de la candidatura, que incluía una carta del primer ministro, Giuseppe Conte, con la que presentaban las garantías gubernamentales requeridas por el COI el 5 de abril. Entre el 2 y el 6 del mismo mes, la Comisión Evaluadora visitó Italia para evaluar las instalaciones y entablar discusiones con el equipo de candidatura y las partes interesadas. Luego de evaluar la candidatura, la Comisión consideró que el proyecto era «muy sólido» y económicamente sostenible. Su presidente, Octavian Morariu, afirmó que los italianos trabajaron con «muchísima pasión» y aprovecharon su experiencia, lo que convirtió «la candidatura de Milán-Cortina en algo muy sólido».
También se dio a conocer en abril una encuesta encargada por el COI —efectuada entre el 7 el 19 de febrero, con 2515 personas en toda Italia y 613 en Milán— que mostró un respaldo del 83 % —87 % en Milán— en todo el país a la candidatura. En su reporte final, la Comisión Evaluadora constató que 93 % de las instalaciones planeadas ya estaban construidas o serían temporales. Estas involucraban catorce sedes en total —seis existentes, cuatro existentes con trabajos requeridos, tres temporales y una que sería nueva—, así como seis villas olímpicas, así como un costo total proyectado de 1566 millones de dólares. Las fechas propuestas eran del 6 al 22 de febrero para los Juegos Olímpicos y del 6 al 15 de marzo para los Paralímpicos. Durante la 134.ª Sesión, cuando los proyectos hicieron su presentación final, Conte encabezó el equipo italiano. Para el presidente del COI, Thomas Bach, «lo que marcó la diferencia fue el hueco entre el apoyo popular a una y otra» candidaturas, aunque aclaró que «la carrera ha estado ajustada». Por su parte, el primer ministro consideró que fue «Italia la que ha ganado», mientras que para el ministro del Interior, Matteo Salvini, la elección «traerá al menos 5 mil millones [de euros] de valor añadido y 20 mil empleos». Después del anuncio, el COI y el equipo italiano firmaron el Contrato de Ciudad Sede. En total, la candidatura italiana tuvo un costo de 2.3 millones de dólares.

## Organización

### Logotipo
El emblema oficial del evento deportivo se decidió, por vez primera, con una votación global en línea abierta a inicios de marzo de 2021. Durante el Festival de la Canción de San Remo 2021, los exdeportistas italianos Federica Pellegrini y Alberto Tomba presentaron los dos candidatos, denominados «Dado» y «Futuro», ambos diseñados por Landor Associates. El 25 de marzo se cerró la votación y cinco días después se anunció que el emblema «Futuro» había sido el ganador. El emblema consiste en un “26” estilizado escrito de un solo trazo, que representa el impacto de los “pequeños gestos” y el “deporte, la solidaridad y la sostenibilidad”.

### Eslogan
El lema oficial de los Juegos, "IT's Your Vibe" (Es tu vibra), se anunció el 23 de febrero de 2025; el lema utiliza la contracción "it's" para referirse a Italia (IT), y el término se puede utilizar en otros contextos para reflexionar sobre los Juegos y sus ciudades anfitrionas.

### Canción
Durante la final del Festival de la Canción de San Remo 2022, se presentaron los dos candidatos finales para el himno oficial del evento, y posteriormente se abrió una votación. El 7 de marzo de 2022, se presentó la canción "Fino all'alba" ("Hasta el amanecer"), compuesta por el grupo de música juvenil La Cittadina de San Pietro Martire en Seveso, e interpretada durante San Remo por Arisa y fue anunciado el ganador.

### Mascotas
El 28 de febrero de 2023 se realizó una votación online entre una lista de candidatos para seleccionar las dos mascotas del evento. Los candidatos ganadores, diseñados por los alumnos de una escuela de Taverna e inspirados en armiños. se presentaron durante la segunda noche del Festival de la Canción de San Remo 2024 el 7 de febrero de 2024. Se reveló que sus nombres eran Tina y Milo (derivados de los nombres de las ciudades anfitrionas), y son retratados como hermana y hermano. Se ha explicado que la elección de los armiños se debe a la encarnación de estos animales del "espíritu italiano contemporáneo" de curiosidad, capacidad de cambiar según las estaciones y capacidad de adaptación a hábitats desafiantes. Las dos mascotas principales van acompañadas además de seis flores de campanillas, llamadas "El Flo".

### Características
Milo, un armiño marrón, y Tina, un armiño blanco, son un hermano y una hermana "nacidos en las montañas de Italia" que "decidieron mudarse a la ciudad". Tina, la principal mascota olímpica, simboliza el arte, la música y la fuerza transformadora de la belleza. Milo, la mascota paralímpica, nació sin pierna y representa el ingenio, la fuerza de voluntad y la creatividad.

## Los lugares

#### Milán
- Estadio Giuseppe Meazza (San Siro): Ceremonia de apertura
- Milano Santagiulia Ice Hockey Arena: Hockey sobre hielo
- Rho Fiera Milano: Patinaje de velocidad, Hockey sobre hielo
- Unipol Forum: Patinaje artístico, Pistas cortas

#### Cortina d'Ampezzo
- Olimpia delle Tofane: Esquí alpino
- Stadio olimpico del ghiaccio: Curling

#### Valtellina
- Livigno: Freestyle, Snowboard
- Bormio: Esquí alpino, Esquí de montaña

#### Val di Fiemme
- Predazzo: Combinado nórdico, Salto de esquí
- Tesero: Combinado nórdico, Esquí de fondo

#### Trentino Alto Adigio
- Arena Alto Adige: Biathlon
- Por definir (probable Cortina): Bob, Skeleton, Slittino

#### Verona
- Arena de Verona: Ceremonia de clausura

## Países participantes
| Lista de naciones participantes |
| --- |
| - Albania (ALB) (2) - Alemania (GER) (88) - Andorra (AND) (6) - Arabia Saudita (KSA) (2) - Argentina (ARG) (6) - Armenia (ARM) (4) - Atletas Individuales Neutrales (AIN) (1) - Australia (AUS) (13) - Austria (AUT) (21) - Azerbaiyán (AZE) (1) - Bélgica (BEL) (12) - Bolivia (BOL) (1) - Bosnia y Herzegovina (BIH) (3) - Brasil (BRA) (5) - Bulgaria (BUL) (14) - Canadá (CAN) (92) - Chile (CHI) (3) - República Popular China (CHN) (15) - China Taipéi (TPE) (4) - Chipre (CYP) (2) - Colombia (COL) (1) - Corea del Sur (KOR) (15) - Croacia (CRO) (5) - Dinamarca (DEN) (33) - Emiratos Árabes Unidos (UAE) (1) - Eritrea (ERI) (1) - Eslovaquia (SVK) (35) - Eslovenia (SLO) (18) - España (ESP) (12) - Estados Unidos (USA) (91) - Estonia (EST) (21) - Filipinas (PHI) (1) - Finlandia (FIN) (80) - Francia (FRA) (86) - Georgia (GEO) (7) - Grecia (GRE) (5) - Guinea-Bisáu (GBS) (1) - Haití (HAI) (2) - Hong Kong (HKG) (1) - Hungría (HUN) (8) - India (IND) (2) - Irán (IRI) (4) - Irlanda (IRL) (4) - Islandia (ISL) (4) - Israel (ISR) (3) - Italia (ITA) (135) - Japón (JPN) (39) - Kazajistán (KAZ) (11) - Kenia (KEN) (1) - Kirguistán (KGZ) (2) - Kosovo (KOS) (2) - Letonia (LAT) (43) - Líbano (LBN) (1) - Liechtenstein (LIE) (4) - Lituania (LTU) (15) - Luxemburgo (LUX) (2) - Macedonia del Norte (MKD) (3) - Madagascar (MAD) (2) - Malasia (MAS) (1) - Malta (MLT) (1) - Marruecos (MAR) (1) - México (MEX) (4) - Mónaco (MON) (1) - Mongolia (MGL) (2) - Montenegro (MNE) (2) - Nigeria (NGR) (1) - Noruega (NOR) (35) - Nueva Zelanda (NZL) (2) - Países Bajos (NED) (4) - Polonia (POL) (21) - Portugal (POR) (3) - Reino Unido (GBR) (23) - República Checa (CZE) (80) - Rumania (ROU) (10) - Serbia (SRB) (4) - Singapur (SGP) (1) - Sudáfrica (RSA) (2) - Suecia (SWE) (89) - Suiza (SUI) (89) - Tailandia (THA) (2) - Togo (TOG) (1) - Trinidad y Tobago (TTO) (2) - Turquía (TUR) (4) - Ucrania (UKR) (17) - Uruguay (URU) (1) - Uzbekistán (UZB) (3) |

## Transmisión
- Australia – Nine Network[53][54]
- Estados Unidos – NBCUniversal[55]
- Alemania – ARD, ZDF
- Brasil – Grupo Globo
- Chile - Chilevisión
- Colombia - Caracol Televisión, Canal RCN
- España - RTVE
- México - TelevisaUnivision[56]
- Suecia - SVT[57]
- Italia- RAI